# First Flight Boulder
Le First Flight Boulder est un monument à Kill Devil Hills, dans le comté de Dare, en Caroline du Nord. Protégé au sein du Wright Brothers National Memorial, ce bloc agrémenté d'une plaque commémorative marque l'endroit d'où Orville et Wilbur Wright réalisèrent leurs premiers décollages le 17 décembre 1903. Inauguré exactement un quart de siècle plus tard le 17 décembre 1928, il est à considérer en relation avec quatre stèles signalant cette fois les points toujours plus éloignés des atterrissages concluant ces premiers vols de plus en plus longs.